# Miroslav Káčer
Miroslav Káčer (* 2. února 1996 Žilina) je slovenský profesionální fotbalista, který hraje na pozici středního záložníka za slovenský klub FC DAC 1904 Dunajská Streda. V roce 2017 odehrál také 2 utkání v dresu slovenské reprezentace.
Je nejmladším střelcem gólu v historii nejvyšší slovenské fotbalové ligy.

## Klubová kariéra

### MŠK Žilina
Svou seniorskou fotbalovou kariéru začal v MŠK Žilina. V listopadu 2015 byl z disciplinárních důvodů přeřazen do B-týmu.
V sezóně 2016/17 Fortuna ligy získal se Žilinou titul.

### Viktoria Plzeň
V létě 2020 přišel Miroslav Káčer společně s Filipem Kašou do Viktorie Plzeň po uplynutí kontraktu s Žilinou jako volní hráči. Oba fotbalisty si tenkrát do Viktorky přivedl trenér Adrián Guľa. Káčer si s Viktorkou prošel kvalifikací všech tří evropských pohárů a celkově za Viktorii odehrál čtyřicet devět utkání. Získal s Viktorií titul v sezoně v sezoně 2021/2022.

### DAC Dunajská Streda
Káčer strávil sezonu 2022/23 na hostování v Dunajské Stredě, která na slovenského záložníka uplatnila opci.

## Reprezentační kariéra
Káčer byl členem slovenských mládežnických reprezentací.
Trenér Pavel Hapal jej zařadil po zranění Jakuba Hromady v přípravě do 23členné nominace na Mistrovství Evropy hráčů do 21 let 2017 v Polsku.
V lednu 2017 jej trenér Ján Kozák nominoval do slovenské reprezentace složené převážně z ligového výběru pro soustředění ve Spojených arabských emirátech, kde mužstvo Slovenska čekaly přípravné zápasy s Ugandou a Švédskem. Debutoval 8. ledna v Abú Zabí proti Ugandě (porážka 1:3) a byl i u vysoké prohry 0:6 12. ledna proti Švédsku.